# Presidente Dutra (autosnelweg)
De Presidente Dutra (voluit: Rodovia Presidente Eurico Gaspar Dutra), ook wel Via Dutra genoemd, is een autosnelweg in Brazilië met wegnummer SP-60. De weg heeft een lengte van zo'n 402 kilometer en verbindt de twee grootste Braziliaanse metropolen Rio de Janeiro en São Paulo met elkaar. Het is daarmee de belangrijkste autosnelweg van het land. De weg is onderdeel van de BR-116, een weg die loopt van de grens met Uruguay in het zuiden tot aan Fortaleza in het noorden.

Rodovia Presidente Dutra
(november 1967)

De Presidente Dutra werd op 19 januari 1951 officieel geopend door de toenmalige Braziliaanse president Eurico Gaspar Dutra, naar wie deze autosnelweg werd genoemd. Het was toen voor het grootste deel een tweestrooksweg. In 1967 werd de Presidente Dutra naar een volwaardige vierstrooks autosnelweg opgewaardeerd.
Sinds maart 1996 wordt de weg beheerd en onderhouden door het particuliere bedrijf NovaDutra. 
Er wordt tol op de Presidente Dutra geheven.